# Citat
Un citat este o frază care este extrasă dintr-un text de catre o persoană alta decât autorul. Citatul diferă de parafrazare prin redarea ideilor altor persoane folosind propriile cuvinte.
Citatul este de asemenea referirea în timpul scrierii unui articol nou sau a unei cărți către sursele folosite (literatură). De regulă un citat face referire la o indicație a sursei sau o bibliografie, dacă se vrea cunoscut autorul si locul exact din text.

## Citate si dreptul de autor
Utilizarea citatelor este reglementată prin dreptul de autor și în anumite condiții este permisă utilizarea fără permisiune autorului sau vreo remunerație plătită acestuia. Justificarea acesteia constă în tratarea citatelor drept contribuție la dezvoltarea culturală și științifică (vezi libertatea de informare). Citatele reprezintă un subcaz al limitării si excepțiile dreptului de autor.

## Probleme cu citarea
Prin citarea repetată trebuie avut grijă să nu se încalce drepturile de autor. Atunci poate fi vorba despre plagiat, deși plagiatul nu este întotdeauna bazat pe citat. Se poate chiar plagia și o lucrare care nu este protejată prin dreptul de autor ca de exemplu încercând să pretinzi o frază din literatura clasică ca și când ar fi proprie.

## Dreptul de a cita
Dreptul de a cita este o excepție a protejarii autorilor prin dreptul de autor. Este permisă citarea din lucrări protejate atunci când un numar de condiții sunt îndeplinite, ca de exemplu menționarea surselor. Dreptul de a cita este comparabil, dar nu și identic, cu fair use-ul american. Dreptul de a cita este destul de limitat, în orice caz mai limitat decât fair use-ul.